# 프레더릭 와이즈먼
프레더릭 와이즈먼(Frederick Wiseman, 1930년 1월 1일 ~ )은 미국의 영화, 다큐멘터리, 연극 감독이다.

## 출연 작품
- 티티컷 풍자극 (1967)
- 하이 스쿨 (1968)
- 호스피털 (1970)
- 프라이메이트 (1974)
- 레이스트랙 (1985)
- 쥬 (1993)
- 하이 스쿨 2 (1994)
- La Comedie-Francaise ou L'amour joue (1996)
- 공공 주택 (1997)
- 벨페스트, 메인 (1999)
- 데어 이즈 노 디렉션 (2005)
- 주 의회 (2007)
- 라 당스 (2009)
- 권투도장 (2010)
- 크레이지 호스 (2011)
- 오주르뒤 (2012)
- 버클리에서 (2013)
- 내셔널 갤러리 (2014)
- 잭슨 하이츠에서 (2015)
- 뉴욕 라이브러리에서 (2017)
- 인디애나 몬로비아 (2018)
- 시티 홀 (2020)